# 日本航空高等學校

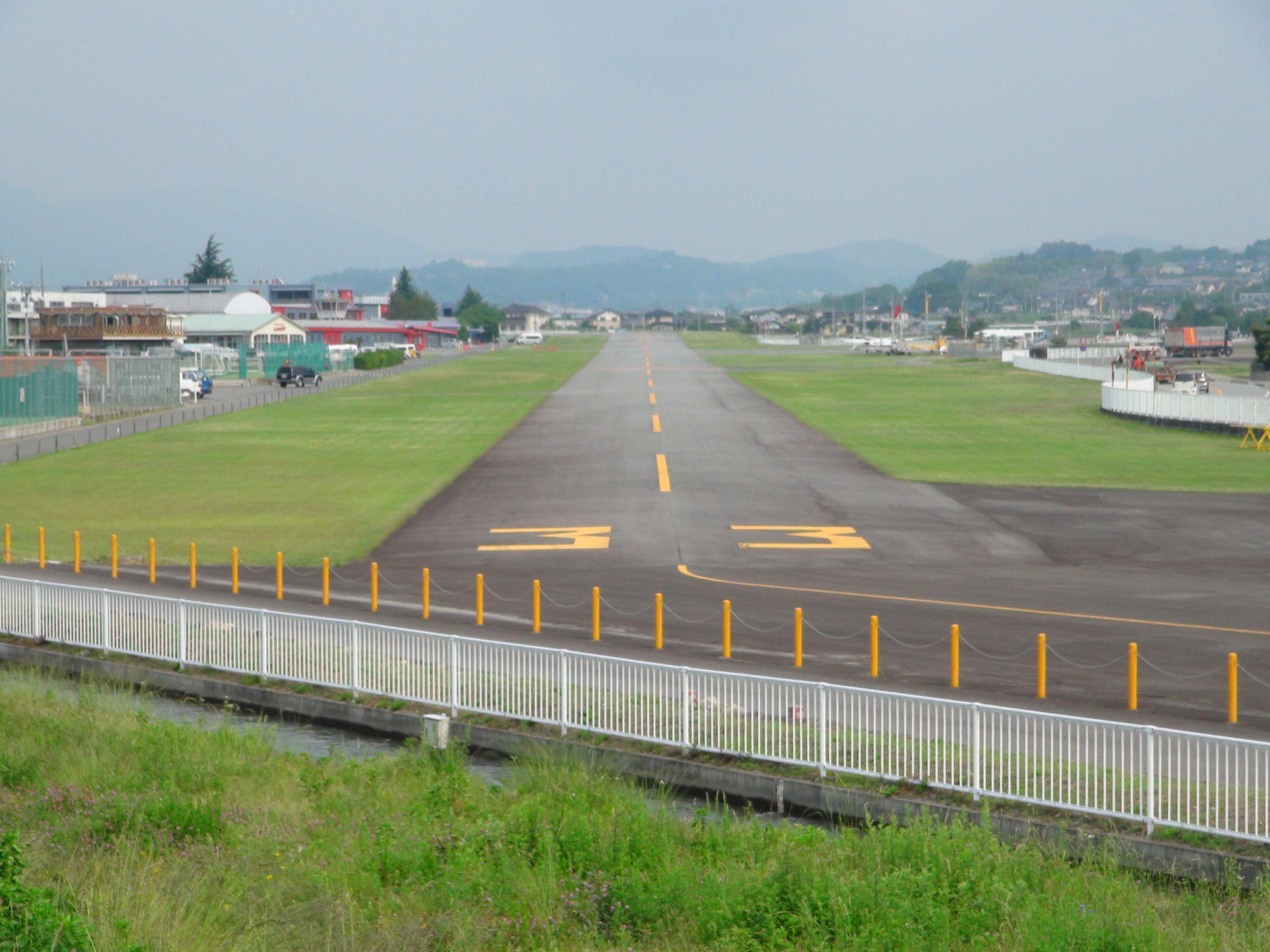
校園內的航空用跑道

日本航空高等學校是位於日本山梨縣甲斐市的私立高等學校，為日本少見設有「航空科」的高等學校，校園內設有雙葉滑行場的航空用跑道，近年來也開始招收外籍學生。

## 歷史
學校的前身為1932年由甲府在鄉軍人航空研究會成立的「航空發動機練習所」，1936年正式成立為「財團法人山梨航空研究會」，並設立山梨飛行場開始訓練飛行員。
1939年正式成立為「山梨航空技術學校」，1940年軍方的熊谷陸軍飛行學校利用此飛行場設立甲府分校並委託學校訓練學生。1942年日本政府更直接將其更名為「山梨航空機關學校」專門訓練飛機整修人員，也因此在1945年二次大戰結束後，學校一度關閉。
1960年「山梨航空工業高等學校」獲准恢復設立，先後在1964年更名為「日本航空工業高等學校」，1979年更名為「日本航空高等學校」。